# Gatteo a Mare
Gatteo a Mare (talvolta Gatteo Mare, già Due Bocche) è una frazione del comune italiano di Gatteo, nella provincia di Forlì-Cesena, in Emilia-Romagna.

## Geografia fisica
La frazione dista 8 km dal capoluogo comunale, sorge sul litorale del mar Adriatico ed è una località balneare della riviera romagnola. Forma un unico agglomerato urbano con Villamarina e Valverde, frazioni del comune di Cesenatico. È divisa da Savignano a Mare dalla foce del fiume Rubicone.

## Monumenti e luoghi d'interesse
- Chiesa di Sant'Antonio da Padova, si affaccia su piazza della Libertà, nel centro. Forma insieme a quella di Maria Assunta, situata all'entrata del paese ma nel territorio comunale di Cesenatico, la parrocchia dell'Annunciazione di Villamarina-Gatteo a Mare.[1]
- Piazza della Libertà, piazza principale, ospita i principali eventi e le serate di animazione durante l'estate.

## Cultura

### Musica
Secondo Casadei, musicista nato a Sant'Angelo di Gatteo, autore di innumerevoli brani di folklore romagnolo, nel 1928 debuttò a Gatteo a Mare inaugurando con il suo sestetto, al Dancing Rubicone, la stagione turistica estiva. Il sestetto poi diventò poi l'orchestra Casadei. La sua più famosa canzone, Romagna mia (1954), cita la "casetta" del musicista che si trovava proprio in questa località, alla quale egli, insieme al nipote Raoul, dedicò negli anni sessanta la canzone Gatteo a Mare.

### Letteratura
Il tenente Carlo Borsani, medaglia d'oro al valore militare, dopo essere divenuto cieco di guerra, vi si recava abitualmente a trascorrere le vacanze, e cantava Gatteo a Mare in alcune delle sue poesie, pubblicate nella raccolta Liriche.

### Musei
Il museo di auto e moto d'epoca "Amarcord" è allestito in un ex capannone lungo la centrale via Matteotti. Le vetture d'epoca risalgono principalmente agli anni quaranta e cinquanta del Novecento, ancora funzionanti. Tra i cimeli, il rimorchio con il quale l'orchestra Casadei trasportava la propria strumentazione durante i primi tour.

## Economia

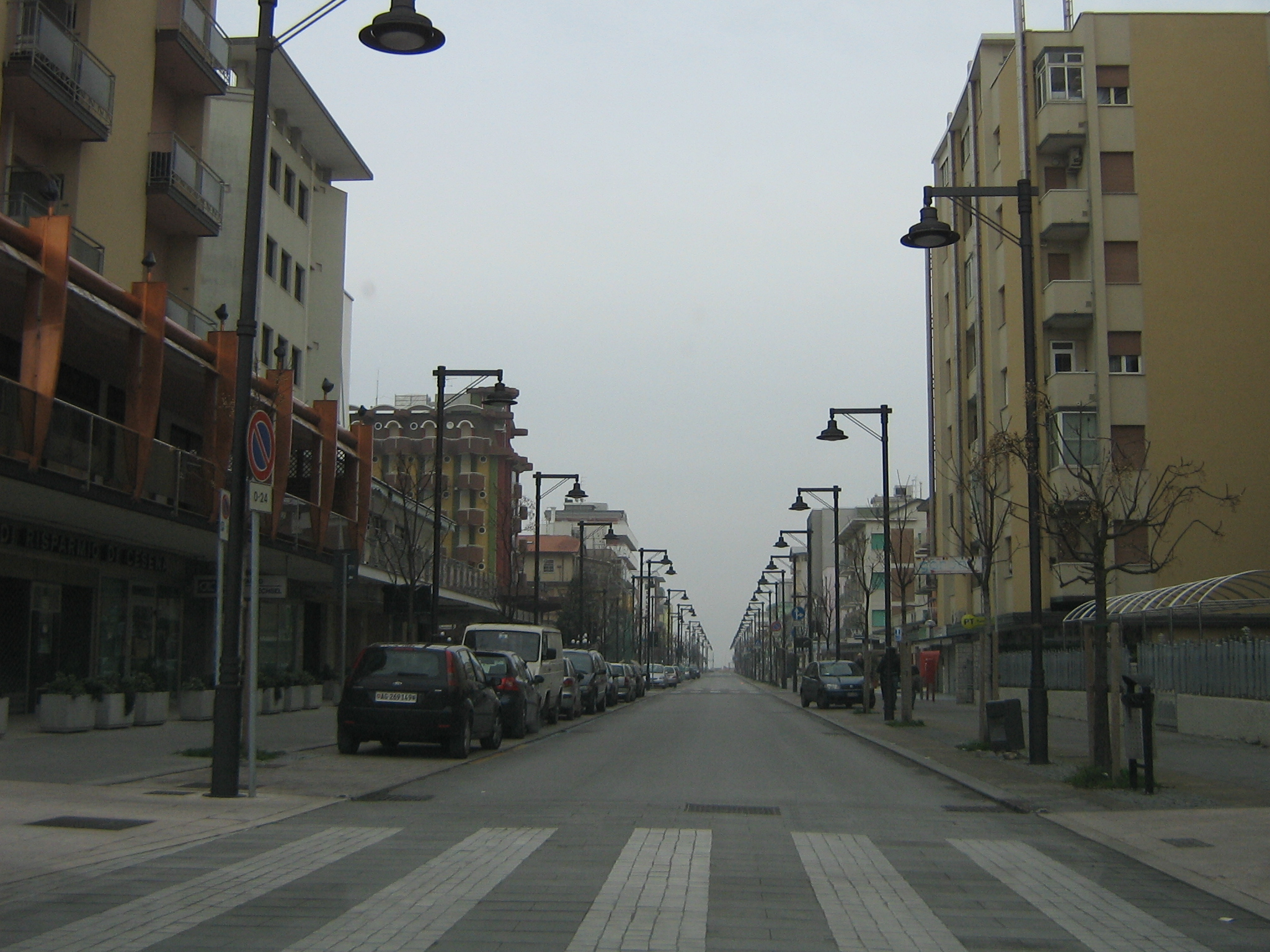
Veduta

Seppure sviluppatasi su un'area relativamente ridotta (circa 1 km²), la località è fortemente urbanizzata e votata interamente al turismo di massa, come altri centri balneari della riviera romagnola. Vi si contano oltre 90 alberghi, 30 stabilimenti balneari e circa 300 appartamenti, oltre a numerose strutture sportive

## Infrastrutture e trasporti

### Strade
La località è interessata dalla strada statale 16 Adriatica, e tramite la strada provinciale 108 è collegata al nuovo casello della A14 Valle del Rubicone.

### Ferrovie
La località è servita da una fermata ferroviaria posta sulla linea Ferrara-Rimini.